# Rickard Nordstrand
Sven Rickard Torsten Johannesson Nordstrand, född 14 mars 1976 i Karlskrona, är en svensk kampsportare.

## Titlar
- K-1 Scandinavia Elimination Tournament Finalist 2006
- K-1 Scandinavia Elimination Tournament Finalist 2004

Thaiboxning
- WMC World Champion Superlighthaeay.
- IFMA Amateur World Champion i Cruiserweight 2004
- 3:e plats i Kickboxing Worldchampionship -99
- 5 time Swedish Muay thai champion

## Stuntman
Nordstrand var stuntman i filmerna Hamilton – I nationens intresse, Hypnotisören och Hamilton – Men inte om det gäller din dotter då han spelat stuntman för skådespelaren Mikael Persbrandt.